# الأصليين (فلم)
الأصليين هو فيلم إثارة وغموض مصري صدر سنة 2017، من إخراج مروان حامد، وتأليف أحمد مراد، وإنتاج صفي الدين محمود، ومن بطولة ماجد الكدواني، وخالد الصاوي، ومنة شلبي، وكندة علوش، ومحمد ممدوح. تدور الأحداث حول سمير عليوة، موظف بنك يتم فصله من عمله بسبب تخفيض العمالة، وأثناء محاولته البحث عن وظيفة جديدة، يتلقى دعوة من جهة غامضة تُدعى الأصليين، فتأخذ حياته منحى غير متوقع.
عُرض الفيلم في عيد الفطر،  ويُعتبر ثاني تعاون سينمائي بين المخرج مروان حامد والكاتب أحمد مراد بعد فيلم الفيل الأزرق الذي حققا من خلاله نجاحًا كبيرًا، ويُعتبر هذا أول نص سينمائي يكتبه أحمد مراد مباشرة للسينما دون الاستناد لإحدى رواياته.
فيلم الأصليين يعد تجربة فنية جريئة ومختلفة عن المتوقع، حيث يركز على التأمل بدلًا من التشويق التقليدي، ويطرح أسئلة فلسفية عن الوطن، الهوية، والحب. رحلة سمير عليوة لاكتشاف ذاته وتاريخه الوطني، من خلال شخصيات مثيرة مثل رشدي أباظة وثريا جلال. يتناول الفيلم مفهوم الأصلي والمزيف بأسلوب رمزي، وينحاز إلى المعرفة والخيال بدلاً من الكراهية والمراقبة. رغم ضعف نهايته، فإن العمل يترك تأثيرًا عميقًا بمستواه الفني وتقنياته المميزة، ليصبح من أبرز أفلام السنة. 

## القصة
سمير عليوة هو شخص عادي لأقصى درجة، ولا يتمتع بأي صفات قيادية، يعمل كموظف بأحد البنوك ويقطن بمجمع سكني مع زوجته ماهيتاب وأبناؤه عمر وليلى، ويعيشون حياتًا تتسم بالرتابة، ويغرق الجميع في النمط الاستهلاكي، وكان سمير يحلم بالبطولة الرياضية أو أن يصبح مطربًا، ولكنه خضع لرغبة والده، ثم رغبة والدته التي زوجته بمعرفتها، ليخضع لرغبات زوجته، ثم رغبات أبناؤه، وفي نهاية المطاف لرغبات مديره في العمل، باسم مرسي، الذي استغنى عنه، بدعوى دماء جديدة بمرتب أقل. فسعى لإيجاد عمل بديل، بسبب ارتباطه بأقساط دورية، أهمها الشاليه الجديد. زوجته ماهيتاب، الحياة بفتنتها، وحبها لنفسها وللحياة، وإدمانها للتسوق ونهمها للطعام، جعلها متكلفة وتهتم بجمالها، وإنفاق المال على الطعام والتخسيس. أما أبناؤه عمر وليلى، الطالبان الجامعيان، فيمارسان الرياضة ومشغولان بالموبايل والإنترنت، ويعتبران والدهما خزينة المال. ترسل له جماعة غامضة هاتفًا، عليه كل أسراره وفضائحه منذ مولده، وكذلك أسرار غرف النوم بمنزله وخارجه، ويضطر لمقابلة مندوب الجماعة، رشدي أباظة، الذي أخبره أنهم جماعة الأصليين، أصحاب الأرض وحراسها، وروح الوطن، وأحفاد الشخص الذي أعاد لهابيل حقه من أخيه قابيل، وهم العين التي تراقب البشر، وإنهم فوق الجميع، وأن كل إنسان مراقب منذ الصغر، وإنهم يتلقفونه لاستهلاكه وزرع أفكارهم برأسه، ليكون هو الآخر مراقبًا لغيره.
كانت جماعة الأصليين يسيطرون على البشر باسم الدين، بدعوى أن الله خصص لكل إنسان ملكين لمراقبته، وهم استمدوا فكرة المراقبة من الله. وصحبه رشدي لحلقة ذكر في مسجد، ومولد قديس مسيحي، ثم في قرية ليحدثه عن النداهة المزعومة للسيطرة على أهل القرية، وقصة ياسين وبهية، وقتل ياسين. وكل ذلك لتكبيله بالأساطير، فقد تلون رشدي كالحرباء، ووعده بمرتب مجزٍ، وعدم الاستغناء عن خدماته، ولكن سمير رفض التعاون مع الأصليين. فوجئ سمير بتصفير رصيده البنكي واحتياجه للمال، ومع خوفه من إفشاء أسراره، اضطر للخضوع للأصليين، وتسلم عمله بشركة اتصالات، كواجهة لعمل الأصليين، ليتمكن من مراقبة الناس، بكل وسائل الاتصالات الحديثة. وكانت ضحيته المكلف بمراقبتها، الآنسة ثريا جلال، زهرة اللوتس التي تعبر عن الخيال والابتكار والعودة للطبيعة، والتي تخطت الثلاثين ولم تتزوج، وتصاحب مصور إعلانات يلعب بها، وهي ابنة دبلوماسي حصلت على الدكتوراه من إنجلترا، وتعمل في رصد منحنى الحضارات الإنسانية.
تأثر سمير بمحاضرات ثريا، عن حضارة المصريين القديمة أم الإبداع، فالحضارة ليست الآثار فقط، ولكنها الفكر والفن والأدب، وهو الشيء الذي استمده الأجداد من زهرة اللوتس، رمز التفكير والمعرفة، فقدموا للعالم الضمير ووثيقة حقوق الإنسان منذ آلاف السنين. وعندما تختفي زهرة اللوتس، يختفي المصريون، وهو الشيء الذي فطن له الغزاة، بدءًا من الرومانيين، الذين عرفوا أن كل شيء يخشى الزمن، ولكن الزمن يخشى الأهرامات، ولذلك أبادوا زهرة اللوتس. وعندما توجه سمير للاستماع لمحاضرات ثريا بنفسه، والاقتراب منها، عاقبه رشدي برسم وشم بهية على كتفه، وطلب منه قبل الاقتراب من ثريا، الاقتراب من أسرته ومعرفة أسرارهم. فراقبهم سمير وعلم أن زوجته تشكوه لطبيب الهرمونات، وابنته تصاحب زميلًا لها، وابنه يسيء الحديث عنه أمام زملائه، بألفاظ لا تليق.
أدرك سمير أن الأصليين هم كل من يظن أنه فوق البشر، ومن حقه المراقبة والتوجيه والحكم علينا أخلاقيًا، سواء كانوا من أهلنا أو معارفنا أو أصحاب العمل. واكتشف سطوة التنظيم وقدرته على السيطرة والمراقبة، وأنهم جميعًا يراقبون بعضهم، ويفرضون علينا وصاية إجبارية، ويحاكموننا أخلاقيًا ويحددون لنا ما نفعل، ويمنعوننا من الابتكار والخروج عن الطريق النمطي. أدرك سمير أن المراقبة ميزة مطلقة للخالق، وإذا حاولت أن تقتحم هذه الميزة، سيحدث لك خلل وانهيار نفسي، لعدم تحمل عقلك لهذه القدرة، كما حدث له عندما راقب أسرته. وعاد سمير للجرائد القديمة التي يحتفظ بها، ليكتشف أن ياسين كان شقيًا، وأن بهية كانت عشيقته، وقد تم قتله لذلك.
وعندما علم أن رشدي أباظة أيضًا مراقب، وأنه لن يؤذيه مجددًا، ترك غرفة المراقبة، وفضل حضور محاضرات ثريا على الطبيعة، والتي نصحت باستعادة حضارة مصر، عن طريق الانفتاح على الطبيعة. فأرسل لها رسالة ينبهها بأنها مراقبة، وأن خطيبها رامي يلعب بديلًا.
لقد أدرك سمير عليوة، أنه عندما تنقصنا المعرفة، نستغرق في نمطنا الاستهلاكي، ونستمر في حالة التدجين والاستئناس، من الدولة المسيطرة، والتي تتجسس علينا بكل الوسائل الحديثة من الاتصالات والإنترنت والموبايل وكاميرته. لذلك كله، استغل وفاة والدته، وطلق زوجته ماهيتاب، وسافر لواحة الفرافرة، وأقام منتجعًا سياحيًا، بدون إنترنت أو تلفزيون، ليعيش حياة طبيعية كاملة، غير أنه لم يستغنِ كلية عن الأقربون، وكان يتصل بهم عن طريق التليفون الأرضي. وعندما سافر لألمانيا، للاتفاق على فوج سياحي، قابل في المطار ثريا جلال، التي دعاها لزيارة المنتجع، فرحبت بالزيارة. وظهر رشدي أباظة بالمطار في ملابس مزركشة شبابية، متلونًا كالحرباء ليقول: الفرخة الداجنة تحاول الهروب من المزرعة، التي أصلًا بدون أسوار.

## طاقم التمثيل
- ماجد الكدواني بدور سمير عليوة
- خالد الصاوي بدور رشدي أباظة
- منة شلبي بدور ثريا جلال
- كندة علوش بدور ماهيتاب
- محمد ممدوح بدور الرجل الثاني
- هناء الشوربجي بدور والدة سمير
- أحمد فهمي بدور رامي
- عباس أبو الحسن
- خالد الذهبي بدور عمر
- ليلى فوزي بدور ليلى
- ناهد نصر الله بدور والدة ثريا
- محمد سليمان بدور موظف شؤون موظفين.
- حسام الحسيني بدور مذيع
- شاكيرا بدور بهية
- تامر نبيل بدور  ياسين
- عاطف يوسف بدور زميل سمير
- سما كامل بدور الموظفة الجديدة
- خالد زكي بدور مدير البنك
- باسم علي بدور  موظف الأمن
- نبيل نور الدين بدور عبد الستار
- أسماء زين بدور فتاة جمع اللوتس
- كونجا بدور فرعون مصر
- مهران غريب بدور شحات الحسين
- محمد فريد بدور رجل البازار
- عبد النبي الصاوي بدور عازف الربابة
- طارق والي بدور الباشا الإقتصادي
- محمد ياسين بدور والد غزال

## الاستقبال
لم يكن الفيلم أنجح الأفلام السينمائية التي عُرضت في عيد الفطر، وذهب أغلب الجمهور إلى اعتباره فيلم يفتقد إلى المتعة التي ينتظرها الجمهور من أفلام العيد.
لكن النقاد أشاروا إلى أن الأصليين فيلم ليس للجميع، وخصوصًا جمهور العيد الباحث عن الترفيه والاسترخاء. فالفيلم يعطي التأمل مساحة أكبر من التشويق، وليس فيه مفاجآت عاصفة ولا جرائم، فالفيلم عبارة عن رحلة إلى معرفة الوطن والذات والآخر.

## وصلات خارجية
- مقالات تستعمل روابط فنية بلا صلة مع ويكي بيانات